# Nationalpark Los Glaciares
Der Nationalpark Los Glaciares (spanisch Parque Nacional Los Glaciares = „die Gletscher“) liegt im argentinischen Teil Patagoniens (Provinz Santa Cruz). Er bedeckt eine Fläche von 4459 km² und wurde von der UNESCO 1981 in die Welterbeliste aufgenommen.
Der Nationalpark besteht neben einigen kleineren Gletschern im Wesentlichen aus den drei großen Gletschern Perito-Moreno-Gletscher, Upsala-Gletscher und Viedma-Gletscher. Diese münden in zwei Seen, den Lago Argentino und den Lago Viedma, die jedoch nur teilweise innerhalb des Nationalparks liegen. Am Upsala-Arm des Lago Argentino liegt die Bahía Onelli.
Im Nordteil des Parks befinden sich die Granitberge Cerro Fitz Roy und Cerro Torre, welche für Bergsteiger und Trekking-Touristen von Interesse sind.
Im Süden des Nationalparks grenzt der chilenische Nationalpark Torres del Paine an.
Los Glaciares wird von Touristen aus aller Welt besucht. Ausgangspunkt ist die am Lago Argentino gelegene Kleinstadt El Calafate sowie das 1985 gegründete Dorf El Chaltén.

## Fotos

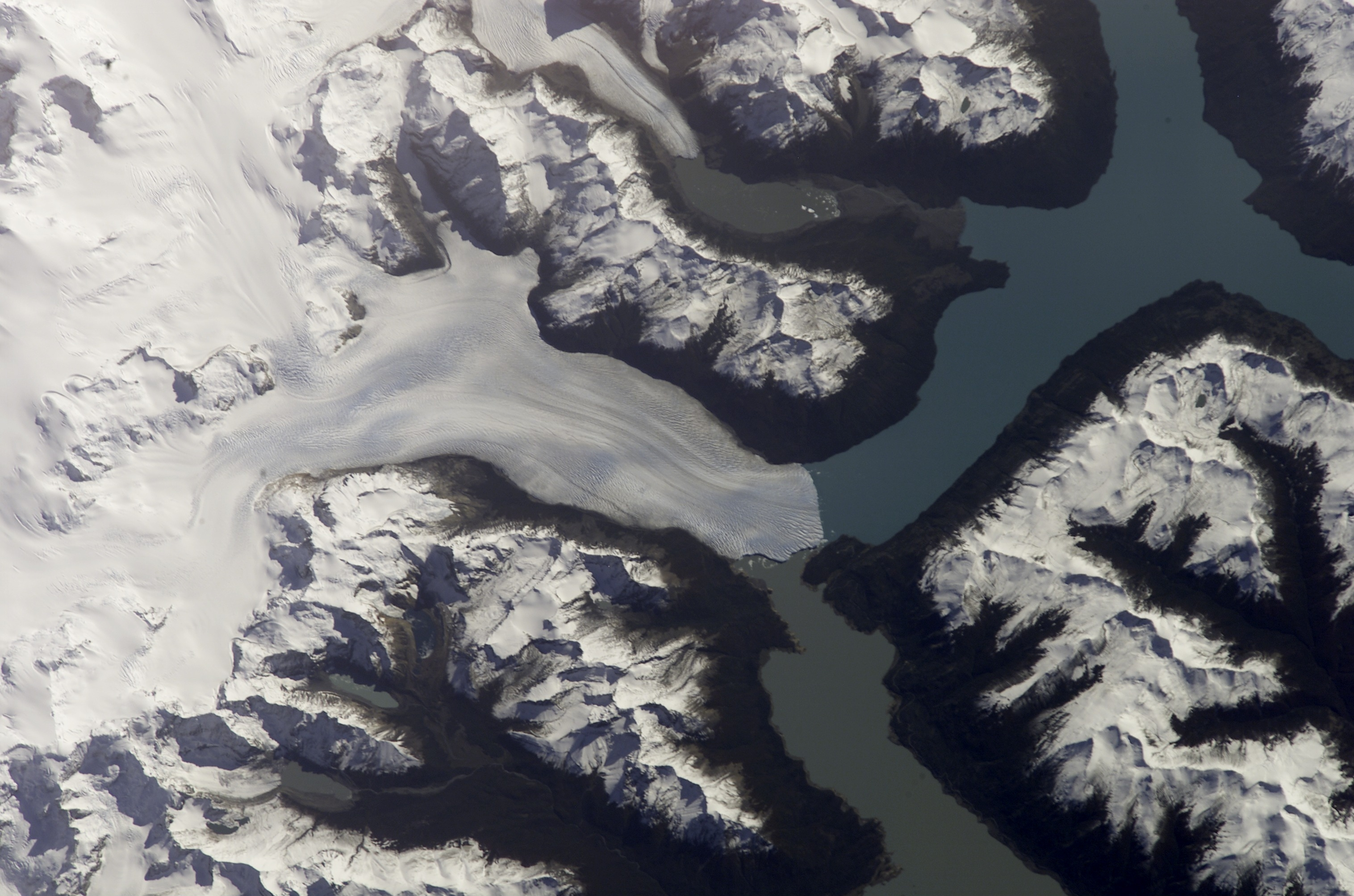
Lago Argentino und Gletscher Perito Moreno
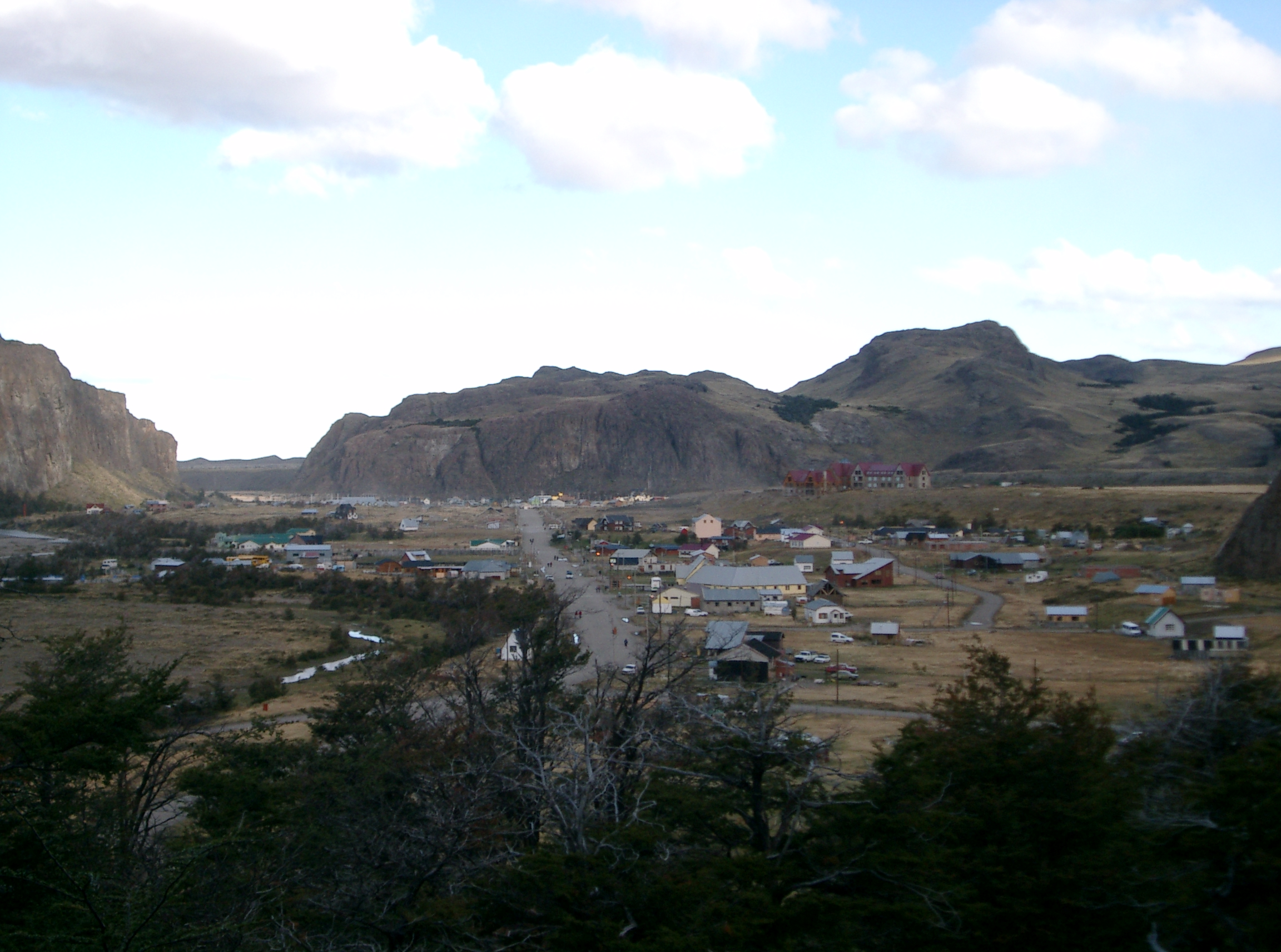
El Chaltén
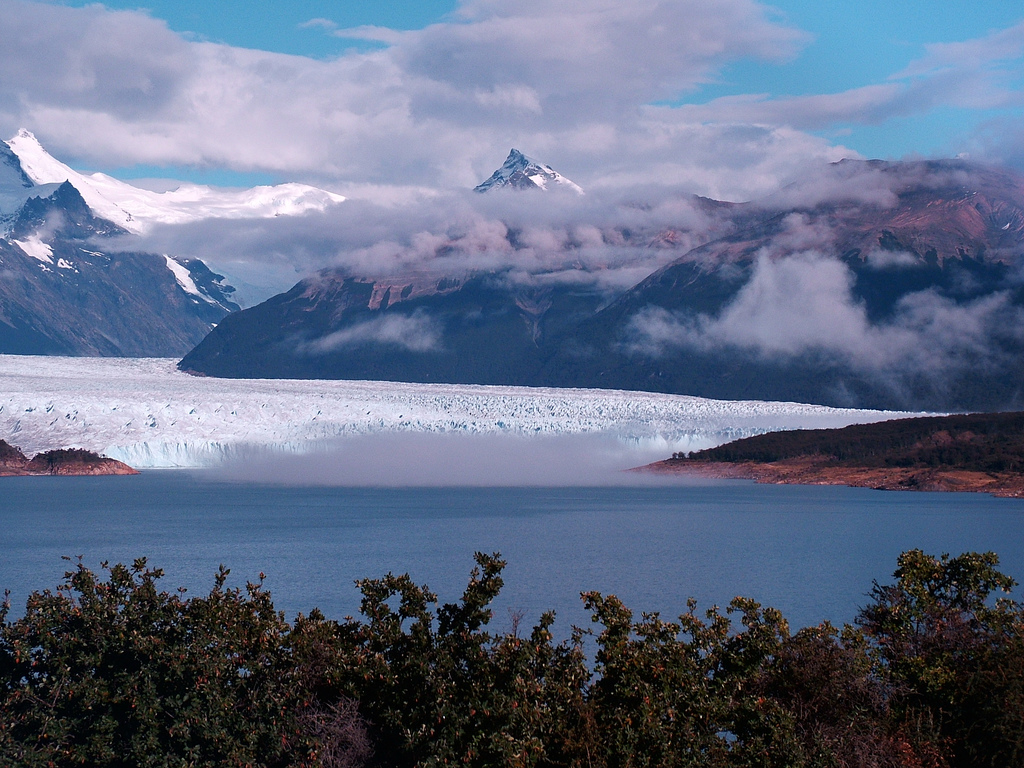
Perito-Moreno-Gletscher
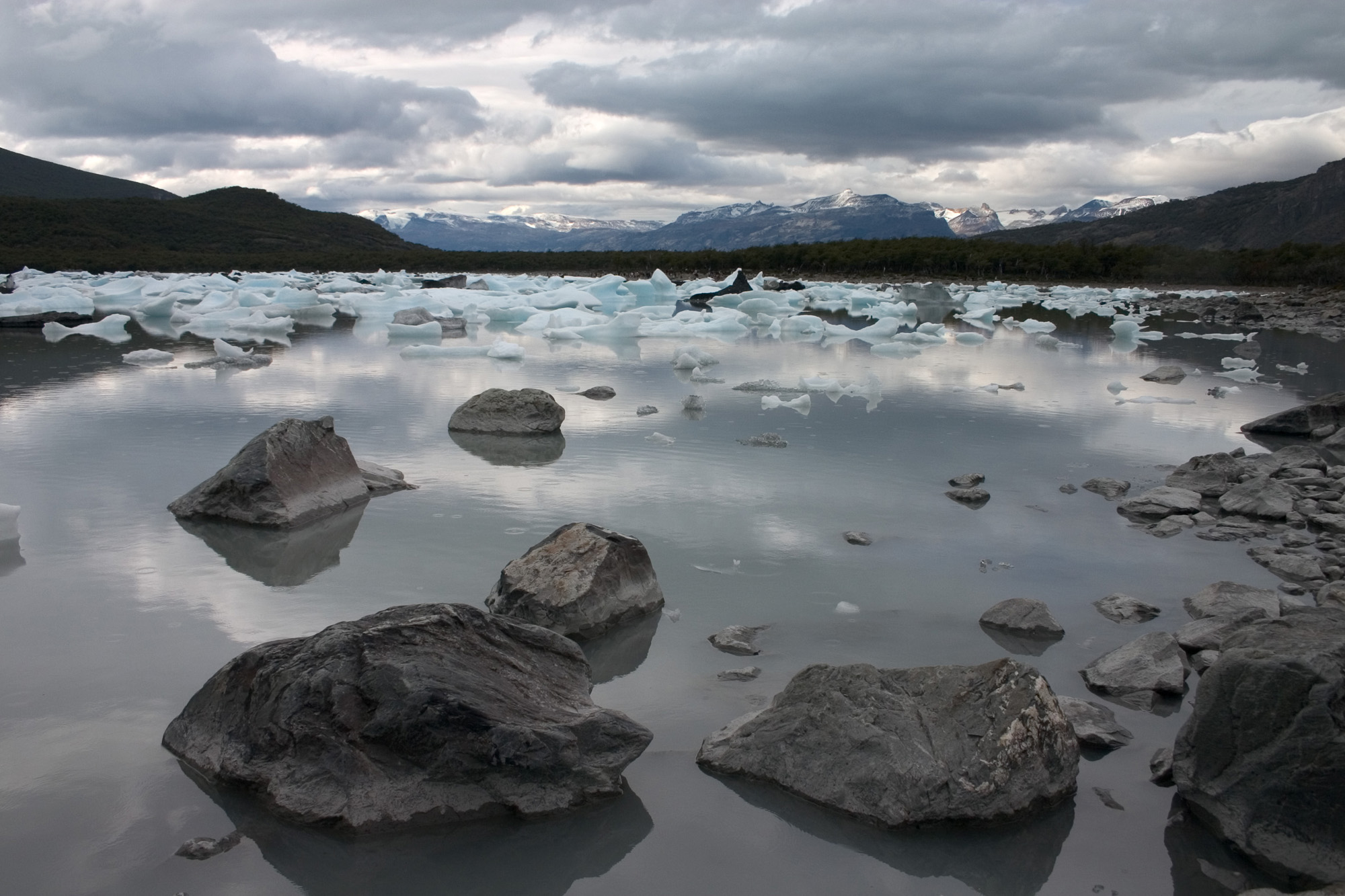
Bahía Onelli Parque Nacional
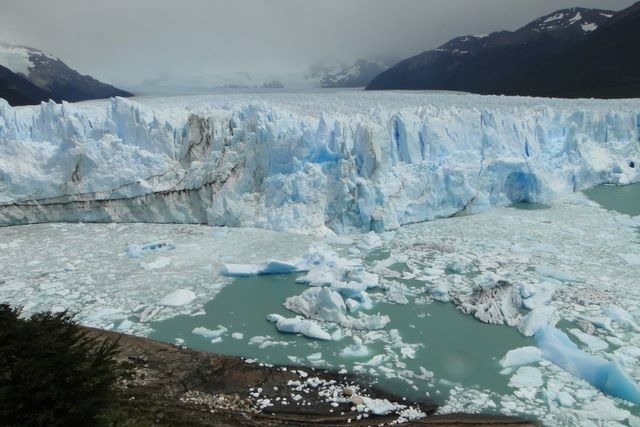
Gletscher Perito Moreno